# Pternopetalum heterophyllum
Pternopetalum heterophyllum är en flockblommig växtart som beskrevs av Hand.-mazz. Pternopetalum heterophyllum ingår i släktet Pternopetalum och familjen flockblommiga växter. Inga underarter finns listade i Catalogue of Life.